# Bloodstained: Ritual of the Night
Bloodstained: Ritual of the Night is een computerspel in de stijl van Metroidvania dat werd ontwikkeld door ArtPlay en gepubliceerd door 505 Games. Het action-adventurespel kwam uit voor Windows, PlayStation 4 en Xbox One op 18 juni 2019 en voor de Nintendo Switch op 25 juni 2019.

## Spel
Het spel gaat over protagonist Miriam die door een vloek langzaam kristalliseert. Om zichzelf te redden moet ze door een kasteel een weg zien te banen die is bezeten met hordes demonen. Het kasteel is in handen van Gebel, wiens geest en lichaam te ver heen is gekristalliseerd.
Het 2,5D-spel volgt de gameplay van Castlevania: Symphony of the Night en Castlevania: Order of Ecclesia. Hoofdpersoon Miriam moet in het platformspel tegen monsters en eindbazen vechten om sleutels en krachten te zoeken die in een doolhof-achtig aantal kamers verborgen zijn. Miriam kan verschillende wapens en magie gebruiken, die verspreid in het veld zijn te vinden.

## Financiering en platforms
Spelontwerper Koji Igarashi bedacht het spel na zijn vertrek bij Konami in 2014. Fans gaven aan een nieuw Metroidvania-spel te willen. Hij merkte het succes van Mighty No. 9 op, een door Mega Man geïnspireerd spel dat succesvol werd gefinancierd door middel van crowdfunding, en besloot dit ook te gaan proberen.
Igarashi plaatste zijn project in 2015 op de website Kickstarter. Het werd een van de meest succesvolle fundraisers van de website en wist ruim 5,5 miljoen dollar op te halen.
Aanvankelijk werd aangekondigd dat het spel ook beschikbaar zou komen voor de Wii U, PlayStation Vita, macOS en Linux. Vanwege verschuivingen in de markt werd ervoor gekozen het spel niet langer uit te brengen voor deze platforms.

## Ontvangst
Het spel werd positief ontvangen. Op Metacritic, een recensieverzamelwebsite, heeft het een gemiddelde score van 81,7% voor alle platforms. Kritiek was er vooral op de Switch-versie die te veel problemen zou hebben zoals trage invoer, slechte graphics en matige framerates. De ontwikkelaars gaven aan dit op te lossen met een update.
| Aggregator    | Score                                                  |
| ------------- | ------------------------------------------------------ |
| Metacritic    | 84/100 (PC) 84/100 (PS4) 85/100 (XOne) 74/100 (Switch) |
| Publicatie    | Score                                                  |
| Game Informer | 8,5/10                                                 |
| GameSpot      | 8/10                                                   |
| IGN           | 8,8/10                                                 |
| PC Gamer      | 77/100                                                 |